# مری لوبا
مری لوبا (انگلیسی: Mary Luba؛ زادهٔ ۲۰ اوت ۱۹۹۳) بازیکن فوتبال اهل ایالات متحده آمریکا است.
از باشگاه‌هایی که در آن بازی کرده‌است می‌توان به شیکاگو رد استارز اشاره کرد.